# Chocoball

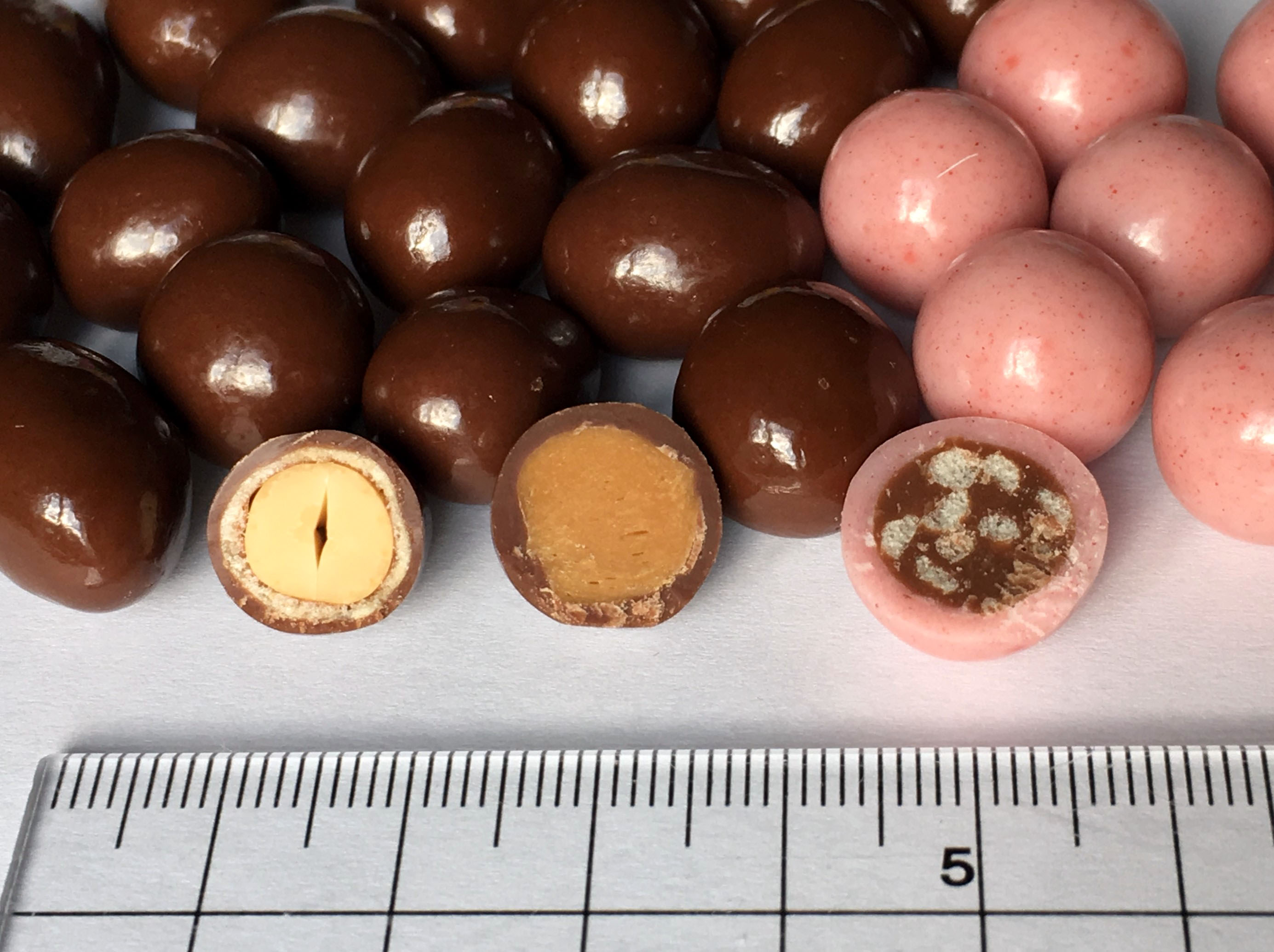
De gauche à droite, des chocoballs à la cacahuète, au caramel et à la fraise.

Chocoball est une marque commerciale pour une friandise créée par la firme japonaise Morinaga et dont le nom servit d'inspiration aux créateurs des Chocobos pour la série de jeux vidéo Final Fantasy.
Bien que ce ne soit qu'une cacahuète enrobée d'une couche de chocolat, ce bonbon peut avoir plusieurs formes et plusieurs parfums. Il a souvent la forme de personnages populaires. On pourrait le considérer comme un intermédiaire entre un bonbon et une sucette.
Cette friandise ayant connu un grand succès au Japon et aux États-Unis, il existe désormais de nombreux produits dérivés inspirés des Chocoballs. En France, on les a connu sous les anciennes marques Treets et Smarties, renommées depuis M&M's, et dans des variantes de diverses formes et divers noms, associant chocolat noir ou au lait autour d'un fourrage croquant, mentholé, acidulé.
Des confiseries plus sophistiquées et traditionnelles utilisent une amande grillée, ou un fourrage de nougat ou nougatine, une petite pâte de fruit gélifiée, ou une écorce d'agrume confite.